# Atakta Botanica
Atakta Botanica o Atakta botanica. Nova genera et species plantarum es un libro de botánica, escrito por el botánico de Austria numismático, político, y sinólogo Stephan Ladislaus Endlicher. Fue editado en 1833-1835.

## Publicación
- Part 1, Jan-Apr 1833;
- part 2, Dec 1833-Mar 1834;
- part 3, Apr 1834;
- part 4, Jan-Apr 1835